# Lijst van spelers van het Noord-Ierse voetbalelftal
Deze lijst van spelers van het Noord-Ierse voetbalelftal geeft een overzicht van alle voetballers die minimaal dertig interlands achter hun naam hebben staan voor Noord-Ierland. Vetgedrukte spelers zijn in 2024 nog voor de nationale ploeg uitgekomen.

## Overzicht
- Bijgewerkt tot en met de interland tegen  Luxemburg op 18 november 2024

| Naam speler            | Debuut | Laatst | Interlands | Goals |
| ---------------------- | ------ | ------ | ---------- | ----- |
| Steven Davis           | 2005   | 2022   | 136        | 12    |
| Pat Jennings           | 1964   | 1986   | 119        | 0     |
| Aaron Hughes           | 1998   | 2018   | 112        | 1     |
| Jonathan Evans         | 2006   | 2024   | 107        | 6     |
| David Healy            | 2000   | 2013   | 95         | 36    |
| Mal Donaghy            | 1980   | 1994   | 91         | 0     |
| Sammy McIllroy         | 1972   | 1987   | 88         | 5     |
| Maik Taylor            | 1999   | 2011   | 88         | 0     |
| Keith Gillespie        | 1995   | 2008   | 86         | 2     |
| Kyle Lafferty          | 2006   | 2022   | 85         | 20    |
| Josh Magennis          | 2010   | 2024   | 81         | 2     |
| Gareth McAuley         | 2005   | 2018   | 80         | 9     |
| Chris Baird            | 2003   | 2016   | 79         | 0     |
| Jimmy Nicholl          | 1976   | 1986   | 73         | 1     |
| Corry Evans            | 2009   | 2024   | 72         | 2     |
| Michael Hughes         | 1992   | 2004   | 71         | 4     |
| Paddy McNair           | 2015   | 2024   | 68         | 6     |
| David McCreery         | 1976   | 1990   | 67         | 0     |
| Niall McGinn           | 2008   | 2022   | 67         | 6     |
| Nigel Worthington      | 1984   | 1997   | 66         | 0     |
| Christopher Brunt      | 2004   | 2017   | 65         | 3     |
| Martin O'Neill         | 1972   | 1985   | 64         | 8     |
| Gerry Armstrong        | 1977   | 1986   | 63         | 12    |
| Stuart Dallas          | 2011   | 2022   | 62         | 3     |
| Craig Cathcart         | 2010   | 2023   | 61         | 2     |
| Iain Dowie             | 1990   | 2000   | 59         | 12    |
| Terry Neill            | 1961   | 1973   | 59         | 2     |
| Shane Ferguson         | 2009   | 2023   | 57         | 2     |
| Oliver Norwood         | 2010   | 2018   | 57         | 0     |
| Billy Bingham          | 1951   | 1964   | 56         | 10    |
| Danny Blanchflower     | 1950   | 1963   | 56         | 2     |
| Damien Johnson         | 1999   | 2009   | 56         | 0     |
| Jimmy McIllroy         | 1952   | 1966   | 55         | 10    |
| Alan Hunter            | 1970   | 1980   | 53         | 1     |
| John McClelland        | 1980   | 1990   | 53         | 1     |
| Stephen Craigan        | 2003   | 2011   | 53         | 0     |
| Jim Magilton           | 1991   | 2002   | 52         | 5     |
| Alan McDonald          | 1986   | 1996   | 52         | 3     |
| Sammy Nelson           | 1970   | 1982   | 51         | 1     |
| Chris Nicholl          | 1975   | 1984   | 51         | 3     |
| George Saville         | 2017   | 2024   | 51         | 0     |
| Gerry Taggart          | 1990   | 2002   | 51         | 7     |
| Brian Hamilton         | 1969   | 1980   | 50         | 4     |
| James Quinn            | 1997   | 2006   | 50         | 4     |
| Pat Rice               | 1969   | 1980   | 49         | 0     |
| Dave Clements          | 1965   | 1976   | 48         | 2     |
| Bailey Peacock-Farrell | 2018   | 2024   | 48         | 0     |
| Jimmy Quinn            | 1985   | 1996   | 46         | 12    |
| Roy Carroll            | 1999   | 2017   | 45         | 0     |
| Warren Feeney          | 2002   | 2011   | 45         | 5     |
| Steve Lomas            | 1994   | 2003   | 45         | 2     |
| Derek Dougan           | 1958   | 1973   | 43         | 8     |
| Conor McLaughlin       | 2011   | 2021   | 43         | 1     |
| Conor Washington       | 2016   | 2023   | 43         | 6     |
| Kevin Wilson           | 1987   | 1995   | 42         | 6     |
| William Hamilton       | 1978   | 1986   | 41         | 5     |
| Jimmy Nicholson        | 1961   | 1972   | 41         | 6     |
| Alec Elder             | 1960   | 1970   | 40         | 1     |
| Neil Lennon            | 1994   | 2002   | 40         | 2     |
| Alf McMichael          | 1950   | 1960   | 40         | 0     |
| Stuart Elliott         | 2000   | 2008   | 39         | 4     |
| Jamal Lewis            | 2018   | 2024   | 39         | 0     |
| Grant McCann           | 2001   | 2012   | 39         | 4     |
| Sammy Clingan          | 2006   | 2014   | 39         | 0     |
| Steve Morrow           | 1990   | 1999   | 39         | 1     |
| John O'Neill           | 1980   | 1986   | 39         | 1     |
| Colin Clarke           | 1986   | 1993   | 38         | 13    |
| Jordan Thompson        | 2018   | 2024   | 38         | 0     |
| Norman Whiteside       | 1982   | 1989   | 38         | 9     |
| George Best            | 1964   | 1977   | 37         | 9     |
| Mark Williams          | 1999   | 2005   | 36         | 1     |
| Thomas Jackson         | 1968   | 1977   | 35         | 0     |
| Jamie Ward             | 2011   | 2018   | 35         | 4     |
| Martin Harvey          | 1961   | 1971   | 34         | 3     |
| George McCartney       | 2001   | 2010   | 34         | 1     |
| Peter McParland        | 1954   | 1962   | 34         | 9     |
| Michael McGovern       | 2010   | 2020   | 33         | 0     |
| Colin Murdock          | 2000   | 2006   | 33         | 1     |
| Kevin Horlock          | 1995   | 2002   | 32         | 0     |
| Gary Fleming           | 1986   | 1994   | 31         | 0     |
| Michael O'Neill        | 1988   | 1996   | 31         | 4     |
| Robert Peacock         | 1951   | 1961   | 31         | 2     |
| Elisha Scott           | 1920   | 1936   | 31         | 0     |
| Ian Stewart            | 1982   | 1987   | 31         | 2     |
| Tommy Wright           | 1989   | 1999   | 31         | 0     |
| Kingsley Black         | 1988   | 1994   | 30         | 1     |
| William Cunningham     | 1951   | 1962   | 30         | 0     |
| Olphert Stanfield      | 1887   | 1897   | 30         | 9     |
| Gavin Whyte            | 2018   | 2023   | 30         | 5     |

IFA · A-internationals · Selecties · Bondscoaches · Noord-Iers vrouwenelftal · Brits olympisch elftal · N-Ierland U21 · N-Ierland U20 · N-Ierland U19 · N-Ierland U18 · N-Ierland U17 · N-Ierland U16
1882 – 1899 ·
1900 – 1919 ·
1920 – 1929 ·
1930 – 1939 ·
1940 – 1949 ·
1950 – 1959 ·
1960 – 1969 ·
1970 – 1979 ·
1980 – 1989 ·
1990 – 1999 ·
2000 – 2009 ·
2010 – 2019 ·
2020 – 2029
EK 2016
WK 1958 · 
WK 1982 · 
WK 1986
1921 · 
1922 · 
1923 · 
1924 · 
1925 · 
1926 · 
1927 · 
1928 · 
1929 · 
1930 · 
1931 · 
1932 · 
1933 · 
1934 · 
1935 · 
1936 · 
1937 · 
1938 · 
1939 · 
1940 · 1941 · 1942 · 1943 · 1944 · 1945 · 
1946 · 
1947 · 
1948 · 
1949 · 
1950 · 
1952 · 
1952 · 
1953 · 
1954 · 
1955 · 
1956 · 
1957 · 
1958 · 
1959 · 
1960 · 
1961 · 
1962 · 
1963 · 
1964 · 
1965 · 
1966 · 
1967 · 
1968 · 
1969 · 
1970 · 
1971 · 
1972 · 
1973 · 
1974 · 
1975 · 
1976 · 
1977 · 
1978 · 
1979 · 
1980 · 
1981 · 
1982 · 
1983 · 
1984 · 
1985 · 
1986 · 
1987 · 
1988 · 
1989 · 
1990 ·
1991 · 
1992 · 
1993 · 
1994 · 
1995 · 
1996 · 
1997 · 
1998 · 
1999 · 
2000 · 
2001 · 
2002 · 
2003 · 
2004 · 
2005 · 
2006 · 
2007 · 
2008 · 
2009 · 
2010 · 
2011 · 
2012 · 
2013 · 
2014 · 
2015 · 
2016 · 
2017 · 
2018 · 
2019 · 
2020 · 
2021 ·
2022 ·
2023 ·
2024
Albanië ·
Algerije ·
Andorra ·
Argentinië ·
Armenië ·
Australië ·
Azerbeidzjan ·
Barbados ·
België ·
Bosnië en Herzegovina ·
Brazilië ·
Bulgarije ·
Canada ·
Chili ·
Colombia ·
Costa Rica ·
Cyprus ·
Denemarken ·
Duitsland ·
Engeland ·
Estland ·
Faeröer ·
Finland ·
Frankrijk ·
Georgië · 
Griekenland ·
Honduras ·
Hongarije ·
Ierland ·
IJsland ·
Israël ·
Italië ·
Joegoslavië ·
Kazachstan ·
Kosovo ·
Kroatië ·
Letland ·
Liechtenstein ·
Litouwen ·
Luxemburg · 
Malta ·
Marokko ·
Mexico ·
Moldavië ·
Montenegro ·
Nederland ·
Nieuw-Zeeland ·
Noorwegen ·
Oekraïne ·
Oostenrijk ·
Panama ·
Polen ·
Portugal ·
Qatar ·
Roemenië ·
Rusland ·
Saint Kitts en Nevis ·
San Marino ·
Schotland ·
Servië ·
Servië en Montenegro ·
Slovenië ·
Slowakije ·
Sovjet-Unie ·
Spanje ·
Thailand ·
Trinidad en Tobago ·
Tsjechië ·
Tsjecho-Slowakije ·
Turkije ·
Uruguay ·
Verenigde Staten ·
Wales ·
Wit-Rusland · 
Zuid-Korea ·
Zweden ·
Zwitserland
Frankrijk (1982) · Oekraïne (2016) · Oostenrijk (1982) · Polen (2016)